# Apolline Traoré
Apolline Traoré (Ouagadougou, 1976) è una regista e produttrice burkinabé, nota per avere diretto la serie televisiva Le testament e per l'impegno nella promozione delle donne.

## Biografia
È nata nel 1976 a Ouagadougou, Burkina Faso. La professione di suo padre, un diplomatico, l'ha portata a viaggiare per il mondo. All'età di 17 anni la sua famiglia si trasferisce negli Stati Uniti e lei inizia i suoi studi all'Emerson College di Boston, nota istituzione nel campo dell'arte e della comunicazione.
Negli anni 2000 ha diretto diversi cortometraggi, tra cui The Price of Ignorance nel 2000 (su una vittima di stupro di Boston) e Kounandi nel 2003, selezionato per il Toronto International Film Festival del 2004. Ha prodotto il suo lungometraggio, Sous la clarté de la lune, nel 2004.
Tornata in Burkina Faso nel 2005, ha iniziato a lavorare con Idrissa Ouédraogo.  Nel 2008 ha diretto una serie televisiva, Le testament. I lungometraggi che l'hanno fatta conoscere sono stati anche Moi Zaphira (2013)  e Frontières (2018), film con cui vince due premi nel febbraio 2017 al Fespaco, festival cinematografico di Ouagadougou.
Nel 2019 ha presentato a Fespaco Desrances, il suo quarto lungometraggio, ricevendo il premio per il miglior design. Oltre a Fespaco, il film ha ricevuto premi e riconoscimenti a livello internazionale. Nel dicembre 2019, il film ha vinto tre premi al Kerala International Festival in India. Nello stesso anno (2019), questo quarto lungometraggio si è distinto con tre premi ai Sotigui Awards: Sotigui per il miglior attore africano più giovane 2019 con Nemlin Jemima Naomi, il Sotigui per il miglior attore del cinema africano nella diaspora e il Sotigui d'or 2019 che è andato all'attore haitiano Jimmy Jean-Louis.
In Benin, il film ha vinto il Grand Prix Buste d'or Paulin Soumanou Vieyra nel 2019 ai Rencontres cinématographiques et numériques de Cotonou (Recico).
Apolline Traoré ha ricevuto diverse onorificenze per il suo impegno per la cultura e la promozione delle donne. In particolare, ha ricevuto la medaglia per la lotta delle donne nel cinema durante il Luxor African Film Festival. Nel 2019 si è distinta come Chevalier de l'Ordre du Mérite, des Arts, des Lettres et de la Communication e nel 2020 è stata insediata come Ambasciatrice del Museo Nazionale del Burkina Faso.